# Unione Sportiva Pistoiese 1978-1979
Questa voce raccoglie le informazioni riguardanti l'Unione Sportiva Pistoiese nelle competizioni ufficiali della stagione 1978-1979.

## Rosa
| N. |                   | Ruolo | Calciatore          |
| -- | ----------------- | ----- | ------------------- |
|    | Italia (bandiera) | D     | Osvaldo Arecco      |
|    | Italia (bandiera) | A     | Roberto Bellinazzi  |
|    | Italia (bandiera) | C     | Giorgio Bittolo     |
|    | Italia (bandiera) | C     | Sergio Borgo        |
|    | Italia (bandiera) | A     | Luigi Capuzzo       |
|    | Italia (bandiera) | D     | Stefano Di Chiara   |
|    | Italia (bandiera) | C     | Stefano Di Lucia    |
|    | Italia (bandiera) | C     | Mario Frustalupi    |
|    | Italia (bandiera) | D     | Marino Lombardo     |
|    | Italia (bandiera) | A     | Amedeo Monaldo      |
|    | Italia (bandiera) | P     | Maurizio Moscatelli |

| N. |                   | Ruolo | Calciatore          |
| -- | ----------------- | ----- | ------------------- |
|    | Italia (bandiera) | D     | Pier Giuseppe Mosti |
|    | Italia (bandiera) | D     | Salvatore Polverino |
|    | Italia (bandiera) | A     | Andrea Prunecchi    |
|    | Italia (bandiera) | C     | Giorgio Rognoni     |
|    | Italia (bandiera) | A     | Nello Saltutti      |
|    | Italia (bandiera) | C     | Marco Taffi         |
|    | Italia (bandiera) | C     | Fortunato Torrisi   |
|    | Italia (bandiera) | D     | Massimo Venturini   |
|    | Italia (bandiera) | A     | Silvano Villa       |
|    | Italia (bandiera) | P     | Lido Vieri          |

## Risultati

### Serie B

#### Girone di andata
| 24 settembre 1978 1ª giornata | Cagliari | 2 – 0 | Pistoiese |  |

| 1º ottobre 1978 2ª giornata | Pistoiese | 1 – 0 | Cesena |  |

| 8 ottobre 1978 3ª giornata | Nocerina | 1 – 0 | Pistoiese |  |

| 15 ottobre 1978 4ª giornata | Pistoiese | 0 – 0 | Sampdoria |  |

| 22 ottobre 1978 5ª giornata | Taranto | 0 – 0 | Pistoiese |  |

| 29 ottobre 1978 6ª giornata | Pistoiese | 2 – 0 | Foggia |  |

| 5 novembre 1978 7ª giornata | Palermo | 1 – 0 | Pistoiese |  |

| 12 novembre 1978 8ª giornata | Pistoiese | 4 – 0 | SPAL |  |

| 19 novembre 1978 9ª giornata | Lecce | 0 – 0 | Pistoiese |  |

| 26 novembre 1978 10ª giornata | Pistoiese | 2 – 0 | Ternana |  |

| 3 dicembre 1978 11ª giornata | Bari | 1 – 1 | Pistoiese |  |

| 10 dicembre 1978 12ª giornata | Pistoiese | 2 – 0 | Sambenedettese |  |

| 17 dicembre 1978 13ª giornata | Pistoiese | 3 – 1 | Rimini |  |

| 7 gennaio 1979 14ª giornata | Brescia | 0 – 0 | Pistoiese |  |

| 14 gennaio 1979 15ª giornata | Pistoiese | 2 – 1 | Varese |  |

| 21 gennaio 1979 16ª giornata | Udinese | 2 – 0 | Pistoiese |  |

| 28 gennaio 1979 17ª giornata | Genoa | 2 – 0 | Pistoiese |  |

| 4 febbraio 1979 18ª giornata | Pistoiese | 2 – 1 | Pescara |  |

| 11 febbraio 1979 19ª giornata | Monza | 2 – 1 | Pistoiese |  |

#### Girone di ritorno
| 18 febbraio 1979 20ª giornata | Pistoiese | 1 – 0 | Cagliari |  |

| 25 febbraio 1979 21ª giornata | Cesena | 1 – 1 | Pistoiese |  |

| 4 marzo 1979 22ª giornata | Pistoiese | 1 – 0 | Nocerina |  |

| 11 marzo 1979 23ª giornata | Sampdoria | 0 – 0 | Pistoiese |  |

| 18 marzo 1979 24ª giornata | Pistoiese | 1 – 0 | Taranto |  |

| 25 marzo 1979 25ª giornata | Foggia | 1 – 2 | Pistoiese |  |

| 1º aprile 1979 26ª giornata | Pistoiese | 2 – 2 | Palermo |  |

| 8 aprile 1979 27ª giornata | SPAL | 1 – 1 | Pistoiese |  |

| 14 aprile 1979 28ª giornata | Pistoiese | 1 – 1 | Lecce |  |

| 22 aprile 1979 29ª giornata | Ternana | 1 – 1 | Pistoiese |  |

| 29 aprile 1979 30ª giornata | Pistoiese | 3 – 0 | Bari |  |

| 6 maggio 1979 31ª giornata | Sambenedettese | 0 – 0 | Pistoiese |  |

| 13 maggio 1979 32ª giornata | Rimini | 0 – 0 | Pistoiese |  |

| 20 maggio 1979 33ª giornata | Pistoiese | 1 – 1 | Brescia |  |

| 27 maggio 1979 34ª giornata | Varese | 0 – 1 | Pistoiese |  |

| 3 giugno 1979 35ª giornata | Pistoiese | 0 – 1 | Udinese |  |

| 10 giugno 1979 36ª giornata | Pistoiese | 1 – 0 | Genoa |  |

| 17 giugno 1979 37ª giornata | Pescara | 3 – 0 | Pistoiese |  |

| 24 giugno 1979 38ª giornata | Pistoiese | 1 – 2 | Monza |  |

## Statistiche

### Statistiche di squadra
| Competizione | Punti | In casa | In casa | In casa | In casa | In casa | In casa | In trasferta | In trasferta | In trasferta | In trasferta | In trasferta | In trasferta | Totale | Totale | Totale | Totale | Totale | Totale | DR  |
| Competizione | Punti | G       | V       | N       | P       | Gf      | Gs      | G            | V            | N            | P            | Gf           | Gs           | G      | V      | N      | P      | Gf     | Gs     | DR  |
| ------------ | ----- | ------- | ------- | ------- | ------- | ------- | ------- | ------------ | ------------ | ------------ | ------------ | ------------ | ------------ | ------ | ------ | ------ | ------ | ------ | ------ | --- |
| Serie B      | 44    | 19      | 13      | 4       | 2       | 30      | 10      | 19           | 2            | 10           | 7            | 8            | 18           | 38     | 15     | 14     | 9      | 38     | 28     | +10 |
| Coppa Italia | 2     | 2       | 0       | 1       | 1       | 1       | 2       | 2            | 0            | 1            | 1            | 0            | 2            | 4      | 0      | 2      | 2      | 1      | 4      | -3  |
| Totale       |       | 21      | 13      | 5       | 3       | 31      | 12      | 21           | 2            | 11           | 8            | 8            | 20           | 42     | 15     | 16     | 11     | 39     | 32     | +7  |

### Statistiche dei giocatori
| Giocatore     | Serie B  | Serie B | Serie B     | Serie B    | Coppa Italia | Coppa Italia | Coppa Italia | Coppa Italia | Totale   | Totale | Totale      | Totale     |
| Giocatore     | Presenze | Reti    | Ammonizioni | Espulsioni | Presenze     | Reti         | Ammonizioni  | Espulsioni   | Presenze | Reti   | Ammonizioni | Espulsioni |
| ------------- | -------- | ------- | ----------- | ---------- | ------------ | ------------ | ------------ | ------------ | -------- | ------ | ----------- | ---------- |
| O. Arecco     | 14       | 0       | ?           | ?          | ?            | ?            | ?            | ?            | 14+      | 0+     | ?           | ?          |
| R. Bellinazzi | 3        | 0       | ?           | ?          | ?            | ?            | ?            | ?            | 3+       | 0+     | ?           | ?          |
| G. Bittolo    | 38       | 0       | ?           | ?          | ?            | ?            | ?            | ?            | 38+      | 0+     | ?           | ?          |
| S. Borgo      | 31       | 0       | ?           | ?          | ?            | ?            | ?            | ?            | 31+      | 0+     | ?           | ?          |
| L. Capuzzo    | 32       | 9       | ?           | ?          | ?            | ?            | ?            | ?            | 32+      | 9+     | ?           | ?          |
| S. Di Chiara  | 37       | 0       | ?           | ?          | ?            | ?            | ?            | ?            | 37+      | 0+     | ?           | ?          |
| S. Di Lucia   | 1        | 0       | ?           | ?          | ?            | ?            | ?            | ?            | 1+       | 0+     | ?           | ?          |
| M. Frustalupi | 37       | 2       | ?           | ?          | ?            | ?            | ?            | ?            | 37+      | 2+     | ?           | ?          |
| M. Lombardo   | 33       | 1       | ?           | ?          | ?            | ?            | ?            | ?            | 33+      | 1+     | ?           | ?          |
| A. Monaldo    | 1        | 0       | ?           | ?          | ?            | ?            | ?            | ?            | 1+       | 0+     | ?           | ?          |
| M. Moscatelli | 38       | -28     | ?           | ?          | ?            | ?            | ?            | ?            | 38+      | -28+   | ?           | ?          |
| P. Mosti      | 35       | 5       | ?           | ?          | ?            | ?            | ?            | ?            | 35+      | 5+     | ?           | ?          |
| S. Polverino  | 2        | 0       | ?           | ?          | ?            | ?            | ?            | ?            | 2+       | 0+     | ?           | ?          |
| A. Prunecchi  | 4        | 0       | ?           | ?          | ?            | ?            | ?            | ?            | 4+       | 0+     | ?           | ?          |
| G. Rognoni    | 37       | 4       | ?           | ?          | ?            | ?            | ?            | ?            | 37+      | 4+     | ?           | ?          |
| N. Saltutti   | 34       | 12      | ?           | ?          | ?            | ?            | ?            | ?            | 34+      | 12+    | ?           | ?          |
| M. Taffi      | 2        | 0       | ?           | ?          | ?            | ?            | ?            | ?            | 2+       | 0+     | ?           | ?          |
| F. Torrisi    | 29       | 1       | ?           | ?          | ?            | ?            | ?            | ?            | 29+      | 1+     | ?           | ?          |
| M. Venturini  | 31       | 0       | ?           | ?          | ?            | ?            | ?            | ?            | 31+      | 0+     | ?           | ?          |
| S. Villa      | 15       | 1       | ?           | ?          | ?            | ?            | ?            | ?            | 15+      | 1+     | ?           | ?          |